# Maties Serracant i Camps
Maties Serracant i Camps (Sabadell, 4 de setembre de 1976) és un geògraf i polític català. Va ser alcalde de Sabadell del 25 de juliol de 2017 al 15 de juny de 2019 per la Crida per Sabadell.

## Biografia
Llicenciat en Geografia, ha exercit de consultor en temes de territori i mobilitat. Des del 1993, ha participat activament a l'ADENC i en la Campanya Contra el Quart Cinturó. Professionalment s'ha dedicat a donar suport a l'administració local i nacional en la planificació ambiental i de la mobilitat. És una de les tres ànimes del col·lectiu (Sa)badall, que promou l'art geogràfic per repensar la ciutat en temps de crisi.
A les eleccions municipals de 2011 anà en desè lloc de la llista de l'Entesa per Sabadell, sense haver obtingut l'escó. El novembre del 2013 es va incorporar com a regidor a l'Ajuntament de Sabadell per l'Entesa per Sabadell, en substitució de Juli Moltó. Fou el cap de llista per la Crida per Sabadell a les eleccions municipals de 2015, la quarta llista més votada, amb 4 regidors.
L'1 de juny de 2016 va renunciar als seus càrrecs de govern quan un jutge va comunicar-li que seria investigat en relació amb una denúncia per presumpte tràfic d'influències interposada pel regidor del PSC local Josep Ayuso i una funcionària de l'Ajuntament. Serracant havia autoritzat la cessió de l'edifici annex de Cal Balsach a un grup d'entitats veïnals de la Creu Alta, fet que segons els denunciants comportava diverses irregularitats. La cessió ja havia estat aprovada prèviament pel Ple municipal quan Ayuso era membre del govern municipal del PSC.
A finals de desembre del mateix any, Serracant va anunciar que es reincorporava a la seva funció de tinent d'alcalde de Territori i Sostenibilitat, malgrat no haver declarat encara davant el jutge. El polític considerava que la denúncia havia format part d'una «trampa política» i el seu partit va decidir en assemblea la reincorporació del polític al govern municipal. Pocs mesos després, el maig de 2017, el PSC va anunciar que es retirava del procés judicial i que no es presentaria com a acusació particular.
El juny de 2017 es va anunciar que era el candidat de consens per fer el relleu a l'Alcaldia de Sabadell. El 25 de juliol 2017 va prendre el relleu a l'Alcaldia de Sabadell.
El gener de 2019 fou citat a declarar als jutjats de Sabadell per desobediència, en relació al seu compromís amb el referèndum de l'1 d'octubre de 2017. Es va acollir al seu dret a no declarar, i el jutge li va informar que també se l'investiga pel delicte de malversació.
El 8 de setembre de 2020 va deixar de ser regidor de l'Ajuntament de Sabadell. El 6 de juny de 2023, la magistrada titular del Jutjat penal número 1 el va condemnar a 4 mesos d'inhabilitació especial i 1.800 euros de multa (30 euros al dia durant 2 mesos) per ser «criminalment responsable d'un delicte de desobediència greu» pel seu paper com a alcalde durant l'organització del Referèndum sobre la independència de Catalunya. El mateix dia, la defensa de Serracant va anunciar que presentaria recurs contra la sentència per exigir la seva lliure absolució.